# Шмидт, Пётр Петрович (контр-адмирал)
Пётр Петро́вич Шмидт (2 мая 1828, Николаев, Николаевское и Севастопольское военное губернаторство — 19 декабря 1888, Николаев, Николаевское военное губернаторство) — русский военно-морской деятель, контр-адмирал, участник Крымской войны, герой обороны Севастополя, начальник города и порта Бердянск.

## Происхождение
Из дворян Херсонской губернии, православный (крещен 12 мая 1828 года в Купеческой Рождества-Богородицкой церкви г. Николаев). Отец, Пётр Петрович Шмидт-ст., капитан 1-го ранга, сын Петра Николаевича Шмидта (1764—1843), служившего в Николаевском адмиралтействе, потомок корабельного мастера Антона Шмидта, выписанного в конце XVII столетия, в числе других мастеров, Петром I из Франкфурта-на-Майне (Германия).
Отец, Петр Петрович Шмидт 1-й, 13 июня 1863 года просил внести себя и детей Петра, Владимира, будущего адмирала, Якова и Марию в дворянскую родословную книгу Херсонской губернии. После принятия 5 февраля 1864 года в присутствии Одесской городской распорядительной думы всем семейством подданства России определением Херсонского дворянского депутатского собрания от 16 марта 1864 года внесен вместе со старшими детьми во 2-ю часть дворянской родословной книги Херсонской губернии.
Первым браком Петр Петрович Шмидт 2-й был женат на вдове своего боевого начальника капитана 1-го ранга Скоробогатова Екатерине Яковлевне (урожденной фон Вагнер) (1835—1877), вторым браком (1882) — на дочери предпринимателя Н. Н. Бутенопа — Ольге Николаевне Бутеноп. Дети от первого брака — Анна, Мария и Пётр, широко известный как лейтенант Шмидт, от второго брака — Лев (погиб 31 марта 1904 на броненосце «Петропавловск») и Владимир, также морской офицер, служил у П. Н. Врангеля, эмигрировал с частью флота в Бизерту, позднее поселился в Нью-Йорке, был старостой прихода русского храма.

## Биография
Родился 2 мая 1828 года в Николаеве. По ходатайству друга семьи адмирала А. С. Грейга Петр Петрович и его брат В. П. Шмидт были определены на казённый счет на учёбу в Школу флотских юнкеров в Николаеве (1841-45). Службу свою начал в Черноморском флоте.
30 октября 1842 года был произведен в гардемарины. Проплавал затем на линейном корабле «Двенадцать апостолов» и корвете «Орест» четыре года.
7 апреля 1846 года был произведен в мичманы с переводом в Балтийский флот, где был зачислен в 1-й учебный морской экипаж. В течение двух следующих лет Шмидт П. П. на фрегатах «Успех» и «Венус» и бриге «Диомид» крейсировал в Балтийском море, участвуя в составлении его описания и в промере.
в 1848 году — переведен снова в Черноморский флот и до самой Севастопольской кампании плавал в Чёрном море на транспорте «Рион», фрегатах «Месемврия», «Кулевчи», «Флора» и «Коварна» и бриге «Персей».
30 марта 1852 года был произведен в лейтенанты флота.
Во время Крымской войны, в звании лейтенанта флота, на парусном фрегате «Флора» участвовал в сражении с 3 турецкими пароходами у мыса Пицунда (1853), на этом же фрегате находился на Севастопольском рейде (1854).
13 сентября 1854 — 21 мая 1855 года — участник обороны Севастополя на Малаховом кургане. На бастионах подружился с подпоручиком Л. Н. Толстым.
17 марта 1855 года был ранен осколком бомбы в верхнюю наружную часть бедра и, контуженный той же бомбой в голову, он до 21 мая находился в Севастополе. После сдачи Севастополя Шмидт был назначен состоять по флоту с прикомандированием к комиссариатскому департаменту морского министерства. За мужество и отвагу при защите Севастополя награждён орденами Святой Анны 3-й ст. с бантом и Святого Владимира 4-й ст. с мечами и бантом. 29 июня 1855 г. «за храбрость при обороне Севастополя» награжден орденом Св. Анны IV степени с надписью «За храбрость»/
11 марта 1857 года уволен для службы на коммерческих судах, на которых плавал до 20 сентября 1874 года. Тогда же зачисленный на действительную службу, с назначением во 2-й флотский его королевского высочества герцога Эдинбургского экипаж. 11 февраля 1874 года награжден орденом Св. Анны II степени.
1 апреля 1876 года — (по другим данным — 19 марта 1876 года) высочайшим указом в чине капитана 1-го ранга был назначен начальником города и порта Бердянска. На этой должности всемерно содействовал ускорению строительства порта, благоустройству города Бердянск, на свои средства в 1878 заложил на Таможенной площади сад, который и поныне носит его имя. За энергичную деятельность и достигнутые успехи в строительстве порта и города 27 мая 1885 Шмидт П. П. произведен в контр-адмиралы.
19 декабря 1888 года Шмидт П. П. умер и похоронен в Николаеве.

## Награды
- орден Святой Анны 3-й степени с бантом.
- орден Святого Владимира 4-й степени с мечами и бантом.
- орден Святого Владимира 3-й степени.